# Aitaira
Aitaira (en abjasio: Аиҭаира, lit. 'resurgimiento'; en georgiano: აითაირა) es un partido político en la parcialmente reconocida República de Abjasia, aunque de iure pertenece a la República Autónoma de Abjasia de Georgia, fundado por el ex primer ministro Leonid Lakerbaia.

## Historia
Aitaira fue originalmente un movimiento sociopolítico de oposición al gobierno del presidente Vladislav Ardzinba fundado alrededor de 2001, copresidido por el exministro de Asuntos Exteriores Leonid Lakerbaia.  El movimiento atrajo a sus filas a muchas otras figuras públicas que no estaban satisfechas con el gobierno de Ardzinba.
Respaldó a Alexander Ankvab en las elecciones presidenciales de 2004, pero tras su exclusión de la carrera por la Comisión Electoral Central, Aitaira se unió a Abjasia Unida y Amtsajara para apoyar a Serguéi Bagapsh. Después de la crisis que siguió a las elecciones, Bagapsh se convirtió en presidente de Abjasia en la repetición de las elecciones en 2005; Ankvab fue nombrado primer ministro y Lakerbaia vice primer ministro. En los años siguientes, Aitaira cesó lentamente su actividad, a pesar de informar en enero de 2009 que continuaría como antes.
Ankvab fue elegido presidente en 2011, tras la muerte de Bagapsh, y nombró a Lakerbaia como primer ministro. Ambos fueron expulsados del poder con las protestas de mayo de 2014, tras la cual Raul Jadyimba, a quien Bagapsh había derrotado en 2004, fue elegido presidente.
El 27 de julio de 2016, Lakerbaia revivió Aitaira como asociación pública, en oposición al gobierno del presidente Jadyimba, convirtiéndose en su copresidente junto con el diputado de la Asamblea Popular Ajra Kvekveskiri. El 6 de diciembre, Aitaira, junto con Kyarazaa, firmó un acuerdo de cooperación con el Bloque de Fuerzas de Oposición.
El renovado Aitaira aseguró el regreso de Aleksander Ankvab a la política abjasia invitándolo a regresar al país desde su exilio en Rusia y nominándolo para las elecciones parlamentarias de 2016. Ganó en su circunscripción de Gudauta con el 52% de los votos en la primera vuelta y fue elegido diputado de la Asamblea Popular Abjasia. El movimiento también comenzó a trabajar en su transformación en un partido político de pleno derecho, lo que se completó alrededor de 2020.
En enero de 2020, estallaron manifestaciones antigubernamentales masivas y disturbios contra Jadyimba, durante los cuales Aitaira pidió su dimisión, que sucedería tres días después. Aitaira propuso al exministro de Cultura, Badr Gunba, aceptar la oferta de participar en las elecciones como candidato a vicepresidente de Aslan Bzhania para las elecciones presidenciales de 2020. Bzhania ganó y Alexander Ankvab, miembro de Aitaira, se convirtió en primer ministro. 
A raíz de los violentos disturbios previos a la Navidad en 2021, Aitaira emitió un comunicado criticando las acciones de un grupo llamado "Unión Patriótica del Pueblo" que estaba fomentando el malestar social entre el presidente Bzhania y su gobierno. Aitaira describió a los líderes de este grupo como la llamada "nueva élite", pero en realidad están formados por figuras políticas muy conocidas de la época del gobierno de Jadyimba, "y estos jóvenes reformadores ya han trabajado como viceprimeros ministros o como ministros". Además, Aitaira pidió a las autoridades pertinentes que castiguen a los organizadores de los disturbios conforme a la ley.